# Convocações para o Campeonato Mundial de Voleibol Feminino de 2022
Este artigo lista as convocadas para o Campeonato Mundial de Voleibol Feminino de 2022, competição esta que está sendo realizada nos Países Baixos e Polônia, entre 23 de setembro a 15 de outubro.
As equipes podem participar de competições da FIVB com uma delegação composta por um máximo de 14 jogadoras.

## Grupo A

### Bélgica
A seguir a lista das atletas belgas convocadas para o Campeonato Mundial de Voleibol Feminino de 2022.
| N.º | Jogadora          | Altura (m) | Pos |
| --- | ----------------- | ---------- | --- |
| 2   | Elise Van Sas     | 1,88       | L   |
| 3   | Britt Herbots     | 1,82       | P   |
| 4   | Nathalie Lemmens  | 1,92       | C   |
| 5   | Jodie Guilliams   | 1,80       | P   |
| 7   | Celine Van Gestel | 1,82       | P   |

| N.º | Jogadora           | Altura (m) | Pos |
| --- | ------------------ | ---------- | --- |
| 9   | Nel Demeyer        | 1,75       | L   |
| 10  | Pauline Martin     | 1,85       | O   |
| 12  | Charlotte Krenicky | 1,86       | L   |
| 13  | Marlies Janssens   | 1,93       | C   |
| 15  | Jutta Van de Vyver | 1,75       | LB  |

| N.º                       | Jogadora           | Altura (m) | Pos |
| ------------------------- | ------------------ | ---------- | --- |
| 18                        | Britt Rampelberg   | 1,65       | L   |
| 19                        | Silke Van Avermaet | 1,92       | C   |
| 21                        | Manon Stragier     | 1,82       | P   |
| 22                        | Anna Koulberg      | 1,87       | C   |
| Técnico: Gert Vande Broek |                    |            |     |

### Camarões
A seguir a lista das atletas camaronesas convocadas para o Campeonato Mundial de Voleibol Feminino de 2022.
| N.º | Jogadora                    | Altura (m) | Pos |
| --- | --------------------------- | ---------- | --- |
| 1   | Baran Kuong Sourea          | 1,94       | C   |
| 2   | Bediang Mpon Rodrigue       | 1,85       | P   |
| 3   | Magalie Mbengono Mengue     | 1,90       | C   |
| 5   | Paule Arielle Olomo         | 1,85       | C   |
| 7   | Reine Ngameni Mbopda Davina | 1,70       | LB  |

| N.º | Jogadora                  | Altura (m) | Pos |
| --- | ------------------------- | ---------- | --- |
| 8   | Emmanuela Grâce Bikatal   | 1,70       | L   |
| 9   | Brandy Gatcheu Djeutchoko | 1,82       | P   |
| 10  | Simone Flore Bikatal      | 1,83       | O   |
| 12  | Carine Blamdai            | 1,92       | C   |
| 13  | Michelle Wete Sissako     | 1,80       | P   |

| N.º                      | Jogadora              | Altura (m) | Pos |
| ------------------------ | --------------------- | ---------- | --- |
| 14                       | Yolande Amana Guigolo | 1,84       | L   |
| 15                       | Emelda Piata Zessi    | 1,90       | C   |
| 16                       | Estelle Adiana        | 1,82       | O   |
| 18                       | Oceane Guebon Abouem  | 1,82       | LB  |
| Técnico: Jean-René Akono |                       |            |     |

### Itália
A seguir a lista das atletas italianas convocadas para o Campeonato Mundial de Voleibol Feminino de 2022.
| N.º | Jogadora          | Altura (m) | Pos |
| --- | ----------------- | ---------- | --- |
| 1   | Marina Lubian     | 1,92       | C   |
| 3   | Alessia Gennari   | 1,84       | P   |
| 4   | Sara Bonifacio    | 1,86       | C   |
| 5   | Ofelia Malinov    | 1,84       | L   |
| 6   | Monica De Gennaro | 1,72       | LB  |

| N.º | Jogadora             | Altura (m) | Pos |
| --- | -------------------- | ---------- | --- |
| 7   | Eleonora Fersino     | 1,69       | LB  |
| 8   | Alessia Orro         | 1,82       | L   |
| 9   | Caterina Bosetti     | 1,79       | P   |
| 10  | Cristina Chirichella | 1,95       | C   |
| 11  | Anna Danesi          | 1,98       | C   |

| N.º                      | Jogadora        | Altura (m) | Pos |
| ------------------------ | --------------- | ---------- | --- |
| 14                       | Elena Pietrini  | 1,88       | P   |
| 15                       | Sylvia Nwakalor | 1,79       | O   |
| 17                       | Miriam Sylla    | 1,81       | P   |
| 18                       | Paola Egonu     | 1,93       | O   |
| Técnico: Davide Mazzanti |                 |            |     |

### Países Baixos
A seguir a lista das atletas neerlandesas convocadas para o Campeonato Mundial de Voleibol Feminino de 2022.
| N.º | Jogadora        | Altura (m) | Pos |
| --- | --------------- | ---------- | --- |
| 2   | Fleur Savelkoel | 1,84       | P   |
| 4   | Celeste Plak    | 1,90       | O   |
| 5   | Jolien Knollema | 1,88       | P   |
| 7   | Juliet Lohuis   | 1,90       | C   |
| 9   | Myrthe Schoot   | 1,84       | LB  |

| N.º | Jogadora        | Altura (m) | Pos |
| --- | --------------- | ---------- | --- |
| 11  | Anne Buijs      | 1,91       | P   |
| 12  | Britt Bongaerts | 1,85       | L   |
| 14  | Laura Dijkema   | 1,84       | L   |
| 18  | Marrit Jasper   | 1,80       | P   |
| 19  | Nika Daalderop  | 1,89       | P   |

| N.º                      | Jogadora        | Altura (m) | Pos |
| ------------------------ | --------------- | ---------- | --- |
| 20                       | Tessa Polder    | 1,89       | C   |
| 23                       | Eline Timmerman | 1,91       | C   |
| 25                       | Florien Reesink | 1,74       | LB  |
| 26                       | Elles Dambrink  | 1,86       | O   |
| Técnico: Avital Selinger |                 |            |     |

### Porto Rico
A seguir a lista das atletas porto-riquenhas convocadas para o Campeonato Mundial de Voleibol Feminino de 2022.
| N.º | Jogadora          | Altura (m) | Pos |
| --- | ----------------- | ---------- | --- |
| 2   | Shara Venegas     | 1,73       | LB  |
| 4   | Raymariely Santos | 1,83       | L   |
| 7   | Stephanie Enright | 1,79       | P   |
| 8   | Paola Rojas       | 1,82       | C   |
| 9   | Jennifer Nogueras | 1,80       | L   |

| N.º | Jogadora             | Altura (m) | Pos |
| --- | -------------------- | ---------- | --- |
| 10  | Diana Reyes          | 1,88       | C   |
| 11  | Brittany Abercrombie | 1,91       | O   |
| 12  | Neira Ortiz          | 1,96       | C   |
| 14  | Natalia Valentín     | 1,70       | L   |
| 15  | Génesis Collazo      | 1,85       | O   |

| N.º                       | Jogadora             | Altura (m) | Pos |
| ------------------------- | -------------------- | ---------- | --- |
| 16                        | Alba Hernández       | 2,07       | C   |
| 21                        | Pilar Marie Victoria | 1,82       | P   |
| 22                        | Karina Ocasio        | 1,92       | P   |
| 23                        | Nomaris Vélez        | 1,78       | LB  |
| Técnico: Fernando Morales |                      |            |     |

### Quênia
A seguir a lista das atletas quenianas convocadas para o Campeonato Mundial de Voleibol Feminino de 2022.
| N.º | Jogadora                 | Altura (m) | Pos |
| --- | ------------------------ | ---------- | --- |
| 1   | Veronica Kilabat         | 1,78       | L   |
| 2   | Veronica Adhiambo Oluoch | 1,80       | P   |
| 3   | Violet Makuto            | 1,67       | O   |
| 5   | Sharon Chepchumba        | 1,83       | O   |
| 6   | Belinda Barasa           | 1,88       | C   |

| N.º | Jogadora          | Altura (m) | Pos |
| --- | ----------------- | ---------- | --- |
| 7   | Emmaculate Nekesa | 1,84       | L   |
| 10  | Noel Murambi      | 1,78       | P   |
| 12  | Gladys Ekaru      | 1,82       | C   |
| 13  | Yvonne Wavinya    | 1,75       | LB  |
| 14  | Mercy Moim        | 1,83       | P   |

| N.º                        | Jogadora              | Altura (m) | Pos |
| -------------------------- | --------------------- | ---------- | --- |
| 15                         | Lorine Chebet         | 1,79       | C   |
| 16                         | Agripina Kundu        | 1,55       | LB  |
| 19                         | Edith Mukuvilani      | 1,84       | C   |
| 20                         | Sande Meldinah Nemali | 1,80       | P   |
| Técnico: Luizomar de Moura |                       |            |     |

## Grupo B

### Coreia do Sul
A seguir a lista das atletas sul-coreanas convocadas para o Campeonato Mundial de Voleibol Feminino de 2022.
| N.º | Jogadora       | Altura (m) | Pos |
| --- | -------------- | ---------- | --- |
| 1   | Han Soo-ji     | 1,83       | C   |
| 3   | Yeum Hye-seon  | 1,77       | L   |
| 4   | Han Da-hye     | 1,64       | LB  |
| 5   | Kim Ha Kyung   | 1,74       | L   |
| 8   | Kim Yeong-yeon | 1,63       | LB  |

| N.º | Jogadora      | Altura (m) | Pos |
| --- | ------------- | ---------- | --- |
| 9   | Lee Ju-Ah     | 1,85       | C   |
| 11  | Park Hye-min  | 1,81       | P   |
| 12  | Lee Da-hyeon  | 1,85       | C   |
| 13  | Park Jeong-ah | 1,87       | P   |
| 15  | Lee Seon-woo  | 1,83       | P   |

| N.º                               | Jogadora         | Altura (m) | Pos |
| --------------------------------- | ---------------- | ---------- | --- |
| 17                                | Ha Hye-jin       | 1,81       | O   |
| 18                                | Hwang Min-kyoung | 1,75       | P   |
| 19                                | Pyo Seung-ju     | 1,82       | P   |
| 20                                | Yoo Seo-yeun     | 1,74       | P   |
| Técnico: Cesar Hernández González |                  |            |     |

### Croácia
A seguir a lista das atletas croatas convocadas para o Campeonato Mundial de Voleibol Feminino de 2022.
| N.º | Jogadora       | Altura (m) | Pos |
| --- | -------------- | ---------- | --- |
| 2   | Mika Grbavica  | 1,91       | O   |
| 3   | Ema Strunjak   | 1,88       | C   |
| 4   | Božana Butigan | 1,90       | C   |
| 6   | Klara Perić    | 1,85       | L   |
| 7   | Laura Miloš    | 1,77       | P   |

| N.º | Jogadora         | Altura (m) | Pos |
| --- | ---------------- | ---------- | --- |
| 9   | Lucija Mlinar    | 1,80       | P   |
| 10  | Dijana Karatović | 1,75       | P   |
| 11  | Beta Dumančić    | 1,89       | C   |
| 12  | Josipa Marković  | 1,82       | LB  |
| 13  | Samanta Fabris   | 1,90       | O   |

| N.º                   | Jogadora        | Altura (m) | Pos |
| --------------------- | --------------- | ---------- | --- |
| 14                    | Martina Šamadan | 1,93       | C   |
| 16                    | Lea Deak        | 1,78       | L   |
| 19                    | Izabela Štimac  | 1,67       | LB  |
| 20                    | Natalia Tomić   | 1,88       | P   |
| Técnico: Ferhat Akbaş |                 |            |     |

### Polônia
A seguir a lista das atletas polonesas convocadas para o Campeonato Mundial de Voleibol Feminino de 2022.
| N.º | Jogadora             | Altura (m) | Pos |
| --- | -------------------- | ---------- | --- |
| 1   | Maria Stenzel        | 1,67       | LB  |
| 2   | Anna Obiała          | 1,87       | C   |
| 3   | Klaudia Alagierska   | 1,90       | C   |
| 5   | Agnieszka Kąkolewska | 1,99       | C   |
| 6   | Kamila Witkowska     | 1,91       | C   |

| N.º | Jogadora                | Altura (m) | Pos |
| --- | ----------------------- | ---------- | --- |
| 7   | Monika Galkowska        | 1,88       | O   |
| 8   | Zuzanna Górecka         | 1,83       | P   |
| 9   | Magdalena Stysiak       | 2,03       | O   |
| 10  | Monika Fedusio          | 1,83       | P   |
| 12  | Aleksandra Szczygłowska | 1,72       | LB  |

| N.º                       | Jogadora            | Altura (m) | Pos |
| ------------------------- | ------------------- | ---------- | --- |
| 14                        | Joanna Wołosz       | 1,81       | L   |
| 22                        | Weronika Szlagowska | 1,89       | P   |
| 26                        | Katarzyna Wenerska  | 1,80       | L   |
| 30                        | Olivia Różański     | 1,84       | P   |
| Técnico: Stefano Lavarini |                     |            |     |

### República Dominicana
A seguir a lista das atletas dominicanas convocadas para o Campeonato Mundial de Voleibol Feminino de 2022.
| N.º | Jogadora           | Altura (m) | Pos |
| --- | ------------------ | ---------- | --- |
| 2   | Yaneirys Rodríguez | 1,71       | LB  |
| 5   | Brenda Castillo    | 1,67       | LB  |
| 6   | Camil Domínguez    | 1,76       | L   |
| 7   | Niverka Marte      | 1,78       | L   |
| 8   | Cándida Arias      | 1,95       | C   |

| N.º | Jogadora            | Altura (m) | Pos |
| --- | ------------------- | ---------- | --- |
| 9   | Angélica Hinojosa   | 1,86       | C   |
| 15  | Madeline Guillén    | 1,86       | P   |
| 16  | Yonkaira Peña       | 1,90       | P   |
| 18  | Bethania de la Cruz | 1,88       | P   |
| 20  | Brayelin Martínez   | 2,01       | P   |

| N.º                   | Jogadora           | Altura (m) | Pos |
| --------------------- | ------------------ | ---------- | --- |
| 21                    | Jineiry Martínez   | 1,92       | C   |
| 23                    | Gaila González     | 1,90       | O   |
| 24                    | Geraldine González | 2,00       | C   |
| 25                    | Larysmer Martínez  | 1,74       | P   |
| Técnico: Marcos Kwiek |                    |            |     |

### Tailândia
A seguir a lista das atletas tailandesas convocadas para o Campeonato Mundial de Voleibol Feminino de 2022.
| N.º | Jogadora             | Altura (m) | Pos |
| --- | -------------------- | ---------- | --- |
| 2   | Piyanut Pannoy       | 1,70       | LB  |
| 3   | Pornpun Guedpard     | 1,70       | L   |
| 5   | Thatdao Nuekjang     | 1,85       | C   |
| 9   | Nuttaporn Sanitklang | 1,66       | LB  |
| 11  | Khatthalee Pinsuwan  | 1,71       | P   |

| N.º | Jogadora               | Altura (m) | Pos |
| --- | ---------------------- | ---------- | --- |
| 12  | Hattaya Bamrungsuk     | 1,80       | C   |
| 13  | Natthanicha Jaisaen    | 1,72       | L   |
| 14  | Thanacha Sooksod       | 1,80       | O   |
| 16  | Pimpichaya Kokram      | 1,78       | O   |
| 17  | Sasipapron Janthawisut | 1,75       | P   |

| N.º                                | Jogadora            | Altura (m) | Pos |
| ---------------------------------- | ------------------- | ---------- | --- |
| 18                                 | Ajcharaporn Kongyot | 1,80       | P   |
| 19                                 | Chatchu-On Moksri   | 1,79       | P   |
| 22                                 | Watchareeya Nuanjam | 1,78       | C   |
| 24                                 | Tichakorn Boonlert  | 1,81       | C   |
| Técnico: Danai Sriwatcharamethakul |                     |            |     |

### Turquia
A seguir a lista das atletas turcas convocadas para o Campeonato Mundial de Voleibol Feminino de 2022.
| N.º | Jogadora                | Altura (m) | Pos |
| --- | ----------------------- | ---------- | --- |
| 2   | Simge Şebnem Aköz       | 1,68       | LB  |
| 3   | Cansu Özbay             | 1,82       | L   |
| 6   | Saliha Şahin            | 1,85       | P   |
| 7   | Hande Baladın           | 1,90       | P   |
| 9   | Meliha Ismailoğlu Diken | 1,88       | P   |

| N.º | Jogadora         | Altura (m) | Pos |
| --- | ---------------- | ---------- | --- |
| 12  | Elif Şahin       | 1,90       | L   |
| 13  | Meryem Boz       | 1,90       | O   |
| 14  | Eda Erdem        | 1,88       | C   |
| 15  | Ayçin Akyol      | 1,88       | C   |
| 17  | Derya Cebecioğlu | 1,82       | P   |

| N.º                        | Jogadora            | Altura (m) | Pos |
| -------------------------- | ------------------- | ---------- | --- |
| 18                         | Zehra Güneş         | 1,92       | C   |
| 20                         | Aylin Sarıoğlu Acar | 1,69       | LB  |
| 22                         | Ilkin Aydın         | 1,83       | P   |
| 99                         | Ebrar Karakurt      | 1,97       | O   |
| Técnico: Giovanni Guidetti |                     |            |     |

## Grupo C

### Alemanha
A seguir a lista das atletas alemães convocadas para o Campeonato Mundial de Voleibol Feminino de 2022.
| N.º | Jogadora          | Altura (m) | Pos |
| --- | ----------------- | ---------- | --- |
| 2   | Pia Kästner       | 1,82       | L   |
| 4   | Anna Pogany       | 1,68       | LB  |
| 5   | Corina Glaab      | 1,79       | L   |
| 6   | Jennifer Janiska  | 1,86       | P   |
| 8   | Kimberly Drewniok | 1,88       | O   |

| N.º | Jogadora       | Altura (m) | Pos |
| --- | -------------- | ---------- | --- |
| 9   | Lina Alsmeier  | 1,89       | P   |
| 10  | Lena Stigrot   | 1,84       | P   |
| 12  | Hanna Orthmann | 1,88       | P   |
| 13  | Saskia Hippe   | 1,85       | O   |
| 14  | Marie Schölzel | 1,90       | C   |

| N.º                   | Jogadora        | Altura (m) | Pos |
| --------------------- | --------------- | ---------- | --- |
| 15                    | Elisa Lohmann   | 1,74       | LB  |
| 17                    | Laura Emonts    | 1,80       | P   |
| 21                    | Camilla Weitzel | 1,95       | C   |
| 22                    | Monique Strubbe | 1,89       | C   |
| Técnico: Vital Heynen |                 |            |     |

### Bulgária
A seguir a lista das atletas búlgaras convocadas para o Campeonato Mundial de Voleibol Feminino de 2022.
| N.º | Jogadora          | Altura (m) | Pos |
| --- | ----------------- | ---------- | --- |
| 1   | Gergana Dimitrova | 1,84       | P   |
| 2   | Nasya Dimitrova   | 1,89       | C   |
| 4   | Elena Becheva     | 1,85       | P   |
| 5   | Maria Yordanova   | 1,85       | P   |
| 6   | Miroslava Paskova | 1,82       | P   |

| N.º | Jogadora          | Altura (m) | Pos |
| --- | ----------------- | ---------- | --- |
| 7   | Lora Kitipova     | 1,83       | L   |
| 8   | Petya Barakova    | 1,80       | L   |
| 9   | Borislava Saykova | 1,87       | C   |
| 10  | Mira Todorova     | 1,87       | C   |
| 13  | Mila Pashkuleva   | 1,75       | LB  |

| N.º                      | Jogadora            | Altura (m) | Pos |
| ------------------------ | ------------------- | ---------- | --- |
| 16                       | Elitsa Vasileva     | 1,94       | P   |
| 17                       | Radostina Marinova  | 1,86       | O   |
| 18                       | Silvana Chausheva   | 1,88       | O   |
| 28                       | Mariya Krivoshiyska | 1,87       | C   |
| Técnico: Lorenzo Micelli |                     |            |     |

### Canadá
A seguir a lista das atletas canadenses convocadas para o Campeonato Mundial de Voleibol Feminino de 2022.
| N.º | Jogadora           | Altura (m) | Pos |
| --- | ------------------ | ---------- | --- |
| 3   | Kiera Van Ryk      | 1,88       | P   |
| 4   | Vicky Savard       | 1,86       | P   |
| 5   | Julia Murmann      | 1,81       | LB  |
| 6   | Jazmine Ruth White | 1,85       | C   |
| 8   | Alicia Ogoms       | 1,94       | C   |

| N.º | Jogadora        | Altura (m) | Pos |
| --- | --------------- | ---------- | --- |
| 9   | Alexa Gray      | 1,85       | P   |
| 11  | Andrea Mitrović | 1,87       | P   |
| 12  | Jennifer Cross  | 1,94       | C   |
| 13  | Brie King       | 1,83       | L   |
| 14  | Hilary Howe     | 1,86       | P   |

| N.º                     | Jogadora            | Altura (m) | Pos |
| ----------------------- | ------------------- | ---------- | --- |
| 16                      | Caroline Livingston | 1,88       | P   |
| 18                      | Kim Robitaille      | 1,80       | L   |
| 19                      | Emily Maglio        | 1,89       | C   |
| 20                      | Arielle Palermo     | 1,70       | LB  |
| Técnica: Shannon Winzer |                     |            |     |

### Cazaquistão
A seguir a lista das atletas cazaques convocadas para o Campeonato Mundial de Voleibol Feminino de 2022.
| N.º | Jogadora             | Altura (m) | Pos |
| --- | -------------------- | ---------- | --- |
| 3   | Yana Petrenko        | 1,81       | C   |
| 4   | Ekaterina Mikhailova | 1,84       | P   |
| 9   | Valeriya Chumak      | 1,89       | C   |
| 11  | Yelizaveta Meister   | 1,72       | L   |
| 12  | Sabira Bekisheva     | 1,72       | LB  |

| N.º | Jogadora               | Altura (m) | Pos |
| --- | ---------------------- | ---------- | --- |
| 15  | Madina Beket           | 1,60       | LB  |
| 16  | Tatyana Nikitina       | 1,85       | O   |
| 17  | Margarita Belchenko    | 1,78       | P   |
| 19  | Anastassiya Kolomoyets | 1,82       | C   |
| 21  | Tomiris Sagimbayeva    | 1,71       | P   |

| N.º                      | Jogadora             | Altura (m) | Pos |
| ------------------------ | -------------------- | ---------- | --- |
| 25                       | Nailya Nigmatulina   | 1,78       | L   |
| 27                       | Natalya Smirnova     | 1,85       | C   |
| 29                       | Kristina Belova      | 1,82       | O   |
| 99                       | Dinara Kozhanberdina | 1,68       | L   |
| Técnico: Darko Dobreskov |                      |            |     |

### Estados Unidos
A seguir a lista das atletas norte-americanas convocadas para o Campeonato Mundial de Voleibol Feminino de 2022.
| N.º | Jogadora             | Altura (m) | Pos |
| --- | -------------------- | ---------- | --- |
| 2   | Jordyn Poulter       | 1,88       | L   |
| 4   | Justine Wong-Orantes | 1,68       | LB  |
| 5   | Morgan Hentz         | 1,75       | LB  |
| 7   | Lauren Carlini       | 1,86       | L   |
| 8   | Hannah Tapp          | 1,91       | C   |

| N.º | Jogadora              | Altura (m) | Pos |
| --- | --------------------- | ---------- | --- |
| 11  | Annie Drews           | 1,91       | O   |
| 13  | Sarah Wilhite Parsons | 1,85       | P   |
| 15  | Haleigh Washington    | 1,90       | C   |
| 18  | Kara Bajema           | 1,88       | P   |
| 20  | Danielle Cuttino      | 1,94       | O   |

| N.º                   | Jogadora        | Altura (m) | Pos |
| --------------------- | --------------- | ---------- | --- |
| 23                    | Kelsey Robinson | 1,88       | P   |
| 24                    | Chiaka Ogbogu   | 1,88       | C   |
| 30                    | Ali Frantti     | 1,85       | P   |
| 31                    | Anna Hall       | 1,87       | C   |
| Técnico: Karch Kiraly |                 |            |     |

### Sérvia
A seguir a lista das atletas sérvias convocadas para o Campeonato Mundial de Voleibol Feminino de 2022.
| N.º | Jogadora         | Altura (m) | Pos |
| --- | ---------------- | ---------- | --- |
| 1   | Bianka Buša      | 1,87       | P   |
| 2   | Katarina Lazović | 1,82       | P   |
| 4   | Bojana Živković  | 1,86       | L   |
| 5   | Mina Popović     | 1,87       | C   |
| 8   | Slađana Mirković | 1,85       | L   |

| N.º | Jogadora            | Altura (m) | Pos |
| --- | ------------------- | ---------- | --- |
| 9   | Brankica Mihajlović | 1,90       | P   |
| 12  | Teodora Pušić       | 1,70       | LB  |
| 13  | Ana Bjelica         | 1,90       | O   |
| 14  | Maja Aleksić        | 1,88       | C   |
| 15  | Jovana Stevanović   | 1,92       | C   |

| N.º                         | Jogadora          | Altura (m) | Pos |
| --------------------------- | ----------------- | ---------- | --- |
| 16                          | Aleksandra Jegdić | 1,67       | P   |
| 18                          | Tijana Bošković   | 1,94       | O   |
| 19                          | Bojana Milenković | 1,85       | P   |
| 22                          | Sara Lozo         | 1,86       | P   |
| Técnico: Daniele Santarelli |                   |            |     |

## Grupo D

### Argentina
A seguir a lista das atletas argentinas convocadas para o Campeonato Mundial de Voleibol Feminino de 2022.
| N.º | Jogadora               | Altura (m) | Pos |
| --- | ---------------------- | ---------- | --- |
| 2   | Sabrina Germanier      | 1,73       | L   |
| 3   | Yamila Nizetich        | 1,82       | P   |
| 4   | Daniela Simian Bulaich | 1,78       | P   |
| 5   | Candelaria Salinas     | 1,80       | P   |
| 6   | Lucia Verdier          | 1,80       | P   |

| N.º | Jogadora       | Altura (m) | Pos |
| --- | -------------- | ---------- | --- |
| 7   | Erika Mercado  | 1,84       | O   |
| 9   | Bianca Cugno   | 1,91       | O   |
| 10  | Emilce Sosa    | 1,77       | C   |
| 12  | Tatiana Rizzo  | 1,78       | LB  |
| 13  | Bianca Farriol | 1,85       | C   |

| N.º                     | Jogadora           | Altura (m) | Pos |
| ----------------------- | ------------------ | ---------- | --- |
| 14                      | Victoria Mayer     | 1,77       | L   |
| 17                      | Candelaria Herrera | 1,82       | C   |
| 19                      | Brenda Graff       | 1,87       | C   |
| 20                      | Agostina Pelozo    | 1,63       | LB  |
| Técnico: Hernán Ferraro |                    |            |     |

### Brasil
A seguir a lista das atletas brasileiras convocadas para o Campeonato Mundial de Voleibol Feminino de 2022.
| N.º | Jogadora        | Altura (m) | Pos |
| --- | --------------- | ---------- | --- |
| 2   | Caroline Gattaz | 1,92       | C   |
| 3   | Julia Kudiess   | 1,92       | C   |
| 4   | Ana Carolina    | 1,83       | C   |
| 5   | Priscila Daroit | 1,84       | P   |
| 6   | Nyeme Costa     | 1,75       | LB  |

| N.º | Jogadora              | Altura (m) | Pos |
| --- | --------------------- | ---------- | --- |
| 7   | Rosamaria Montibeller | 1,85       | P   |
| 8   | Macris Carneiro       | 1,78       | L   |
| 9   | Roberta Ratzke        | 1,85       | L   |
| 10  | Gabriela Guimarães    | 1,80       | P   |
| 14  | Natália Araújo        | 1,65       | LB  |

| N.º                           | Jogadora         | Altura (m) | Pos |
| ----------------------------- | ---------------- | ---------- | --- |
| 15                            | Lorena Viezel    | 1,90       | C   |
| 16                            | Kisy Nascimento  | 1,91       | O   |
| 19                            | Tainara Santos   | 1,87       | P   |
| 24                            | Lorenne Teixeira | 1,87       | O   |
| Técnico: Zé Roberto Guimarães |                  |            |     |

### China
A seguir a lista das atletas chinesas convocadas para o Campeonato Mundial de Voleibol Feminino de 2022.
| N.º | Jogadora     | Altura (m) | Pos |
| --- | ------------ | ---------- | --- |
| 1   | Yuan Xinyue  | 2,01       | C   |
| 3   | Diao Linyu   | 1,82       | L   |
| 4   | Yang Hanyu   | 1,92       | C   |
| 5   | Gao Yi       | 1,93       | C   |
| 6   | Gong Xiangyu | 1,86       | O   |

| N.º | Jogadora      | Altura (m) | Pos |
| --- | ------------- | ---------- | --- |
| 7   | Wang Yuanyuan | 1,95       | C   |
| 8   | Jin Ye        | 1,87       | P   |
| 10  | Wang Yunlu    | 1,92       | P   |
| 11  | Wang Yizhu    | 1,89       | P   |
| 12  | Li Yingying   | 1,92       | P   |

| N.º              | Jogadora     | Altura (m) | Pos |
| ---------------- | ------------ | ---------- | --- |
| 15               | Wang Weiyi   | 1,75       | LB  |
| 16               | Ding Xia     | 1,81       | L   |
| 18               | Wang Mengjie | 1,72       | LB  |
| 19               | Chen Peiyan  | 1,93       | O   |
| Técnico: Cai Bin |              |            |     |

### Chéquia
A seguir a lista das atletas checas convocadas para o Campeonato Mundial de Voleibol Feminino de 2022.
| N.º | Jogadora           | Altura (m) | Pos |
| --- | ------------------ | ---------- | --- |
| 1   | Andrea Kossányiová | 1,85       | P   |
| 2   | Eva Hodanová       | 1,89       | O   |
| 4   | Gabriela Orvošová  | 1,91       | O   |
| 8   | Ela Koulisiani     | 1,88       | C   |
| 9   | Daniela Digrinová  | 1,69       | LB  |

| N.º | Jogadora           | Altura (m) | Pos |
| --- | ------------------ | ---------- | --- |
| 10  | Kateřina Valková   | 1,77       | L   |
| 11  | Veronika Dostálová | 1,70       | LB  |
| 13  | Denisa Pavlíková   | 1,81       | P   |
| 16  | Michaela Mlejnková | 1,85       | P   |
| 17  | Klára Faltínová    | 1,83       | P   |

| N.º                             | Jogadora         | Altura (m) | Pos |
| ------------------------------- | ---------------- | ---------- | --- |
| 18                              | Pavlina Šimáňová | 1,86       | C   |
| 19                              | Petra Kojdová    | 1,83       | P   |
| 23                              | Simona Bajusz    | 1,71       | L   |
| 26                              | Lucie Blazková   | 1,86       | C   |
| Técnico: Giannis Athanasopoulos |                  |            |     |

### Colômbia
A seguir a lista das atletas colombianas convocadas para o Campeonato Mundial de Voleibol Feminino de 2022.
| N.º | Jogadora          | Altura (m) | Pos |
| --- | ----------------- | ---------- | --- |
| 1   | Darlevis Mosquera | 1,80       | C   |
| 2   | Yeisy Soto        | 1,83       | C   |
| 3   | Dayana Segovia    | 1,82       | O   |
| 5   | Ana Karina Olaya  | 1,88       | P   |
| 6   | Valerin Carabalí  | 1,82       | C   |

| N.º | Jogadora           | Altura (m) | Pos |
| --- | ------------------ | ---------- | --- |
| 7   | Madelaynne Montaño | 1,86       | O   |
| 9   | Laura Pascua       | 1,80       | P   |
| 10  | Juliana Toro       | 1,60       | LB  |
| 13  | Camila Gómez       | 1,58       | LB  |
| 14  | Angie Velásquez    | 1,71       | L   |

| N.º                          | Jogadora                 | Altura (m) | Pos |
| ---------------------------- | ------------------------ | ---------- | --- |
| 15                           | María Alejandra Marín    | 1,78       | L   |
| 16                           | Melissa Rangel           | 1,93       | C   |
| 19                           | María Margarita Martínez | 1,80       | P   |
| 20                           | Amanda Coneo             | 1,77       | P   |
| Técnico: Antônio Rizola Neto |                          |            |     |

### Japão
A seguir a lista das atletas japonesas convocadas para o Campeonato Mundial de Voleibol Feminino de 2022.
| N.º | Jogadora         | Altura (m) | Pos |
| --- | ---------------- | ---------- | --- |
| 2   | Mami Uchiseto    | 1,70       | LB  |
| 3   | Sarina Koga      | 1,80       | P   |
| 4   | Mayu Ishikawa    | 1,73       | P   |
| 5   | Haruyo Shimamura | 1,82       | C   |
| 10  | Arisa Inoue      | 1,80       | P   |

| N.º | Jogadora        | Altura (m) | Pos |
| --- | --------------- | ---------- | --- |
| 12  | Aki Momii       | 1,76       | L   |
| 15  | Kotona Hayashi  | 1,73       | P   |
| 19  | Nichika Yamada  | 1,84       | C   |
| 22  | Satomi Fukudome | 1,62       | LB  |
| 23  | Mami Yotoka     | 1,78       | C   |

| N.º                       | Jogadora     | Altura (m) | Pos |
| ------------------------- | ------------ | ---------- | --- |
| 26                        | Airi Miyabe  | 1,81       | P   |
| 30                        | Nanami Seki  | 1,71       | L   |
| 37                        | Ameze Miyabe | 1,74       | P   |
| 38                        | Yoshino Sato | 1,77       | P   |
| Técnico: Masayoshi Manabe |              |            |     |